# 毛果锡叶藤
毛果锡叶藤（学名：Tetracera scandens），为五桠果科锡叶藤属下的一个植物种。